# Манастир Карца
Манастир Карца (Крца, рум. Mănăstirea Cârța) је некадашњи цистерцитски манастир који се налази у селу Карца, у округу Сибињ у Румунији. Један је од два цистерцитска манастира и прва грађевина у готском стилу у Румунији.
Налази се у Фагарашкој земљи (рум. Țara Făgărașului), смештен на левој обали реке Олт између градова Сибињ и Фагараш. Удаљен је 43 километара од Сибиња.
У Румунији је поред манастира Карца постојао још један цистерцитски манастир у Игришу, који је порушен 1241. у инвазији Татара и никад није обновљен.

## Историја
Манастир је 1205. или 1206. године основао угарски краљ Андрија II. Имао је важну улогу политичкој, економској и културној историји средњовековне Трансилваније као и у увођењу и ширењу готичке уметности у карпатским пределима.
Тачна година оснивања манастира није позната. Релативно тачно одређивање датума оснивања манастира омогућава документ издат у угарској дворској канцеларији из 1223. године. У њему се спомиње да је територију на којој је основан манастир поклонио угарски краљ Андрија II за спас своје душе, преко војводе Бенедикта који је управљао Трансилванијом од 1202. до 1206.  па се оснивање манастира може свести на тај период. Још прецизније податке о оснивању даје статут Генералног капитула цистерцитског реда из 1206. који је период оснивања сузио на 1205. и 1206. годину. Опатија Карца је обухватала земљу од реке Олт на северу до Фагарашког горја на југу и од реке Арпашу на истоку до реке Карцишоара на западу.
Цистерцитска заједница дошла је из матичног манастира Игриш у Банату. Цистерцити су били представници римокатоличког монашког реда основаног 1098. у Француској. Они су манастире градили на изолованим местима у којима су живели веома скромно и строго, радећи по цео дан са малим паузама за молитву.
Први манастирски објекти су били изграђени од дрвета, а неколико година касније изграђена је камена капела односно ораторијум који је откривен археолошким истраживањима 1927. године. Камени делови манастира су изграђени најкасније у периоду 1220-1230. Изградња манастира се одвијала у две главне фазе које су хронолошки подељене због велике најезде Татара 1241.
У првој фази изградње манастир је имао карактеристике каснороманичког стила, а у другој фази која је почела 1260. грађевински радови су настављени под вођством новог архитекте који је градио под утицајем готичког стила. У овој фази градње, стари ораторијум је порушен и на његовим темељима је изграђено северно крило трансепта са две капеле и део хора са полигоналном апсидом. Друга фаза изградње имала је велики значај у афирмацији готичког стила и уметности у Трансилванији у 13. веку. Око 1300. године црква и источни део манастира су заршени, а јужни део је завршен након још две деценије.
Крајем 13. века у непосредној близини на десној обали  Олта, манастир је основао насеље Карца познато под старим именом Карца Сасеаска, а у долини реке Хартибачу насеље Апош. Оба насеља су била насељена Сасима. У документу који је 29. јануара 1322. године издао угарски краљ Карло Роберт, наводи се да манастиру припадају десет насеља.
Жестоке борбе са Османлијама 1421-1432 и опадање поретка условили су да манастир са црквом постану рушевине што је и довело до затварања манастира. Манастир је распуштен 27. фебруара 1474. године по наређењу краља Матије Корвина. Најстарија је утврђена црква раноготичког стила у Трансилванији.
У некадашњем централном броду цркве чији су сводови урушени налазе се гробови немачких војника настрадалих од септембра до окобра 1916. године у бици код Сибиња.

## Архитектура
Црква има базиликални план са три брода, трансептом, правоугаоним хором и петоугаоном апсидом са две четвртасте капеле. Од цркве је данас сачуван само хор који се користи као лутеранска црква и источна страна. У цркви се налазе барокне оргуље из 1777. године.
Уз западну фасаду цркве у 15. веку изграђена је кула која је касније претворена у звоник. У унутрашњости цркве лукови свода се састају у кључном камену који приказује лице Девице Марије, заштитнице цркве, као владарке неба. Остали сводови су једноставно украшени маковима, а између лукова налазе се округли прозори.

## Паранормалне активности
Опатија Карта је била тешко место за живот монаха који су живели са мало хране у скученим стамбеним просторијама и по цео дан напорно радећи. Просечан животни век монаха није био дужи од 40 година и овакав начин живота довео је до многобројних смрти што је и основа за његову најпознатију причу о духовима. Гробови монаха се данас налазе у дворишту манастира заједно са гробовима немачких војника из Другог светског рата. Најчешће пријављиване паранормалне активости је виђање белих монаха који лутају око рушевина манастира. Паранормалне активности у манастиру су повећане ископавањем два необележена гроба у којима су била двојица мушкарца доста виша у односу на просечну висину људи у том периоду. Након ископавања у манастиру су почеле да се дешавају чудни, паранормални догађаји као што су необјашњиво нагло вибрирање зидова, разбацани предмети у подруму као и померање столица које су вукле невидљиве силе.

## Опатица из пакла
2018. изашао је хорор филм Опатица из пакла чија се радња дешава у опатији Карта/Карца, који дели веома слично име са овим манастиром (у филму се изговара као Карта). У филму свештеник и опатица искушеница одлазе у опатију Света Карта у Румунији 1952. да истраже мистериозно убиство младе монахиње, али тамо откривају демонске силе. Изглед манастира у филму је другачији од стварног изгледа манастира јер је главна локација снимања филма био замак Корвин. Према речима аутора, филм није рађен по истинитим догађајима, а до сада није потврђено да ли је место дешавања филма инсипирисана манастиром Карца или неким другим местом у Румунији. Ипак, популарност манастира Карца је након изласка филма значајно повећана.

## Галерија
- Зид
- Гробље
- Остаци
- Поглед из ваздуха
- Интеријер цркве
- Хорски свод
- Поглед на кулу
- Унутрашњост
- Поглед на западну страну